# George McGinnis
George F. McGinnis (Indiana, 12 de agosto de 1950 – 14 de dezembro de 2023) foi um basquetebolista profissional norte-americano que jogou onze temporadas na American Basketball Association (ABA) e na National Basketball Association (NBA).
Ele jogou basquete universitário na Universidade de Indiana e foi selecionado pelo Philadelphia 76ers como a 22.º escolha geral no Draft da NBA de 1973.

## Primeiros anos
McGinnis frequentou a Washington High School em Indianápolis. Ele e o companheiro de equipe Steve Downing levaram Washington a um recorde de 31-0 e ao título estadual em 1969. McGinnis estabeleceu um recorde de pontuação no torneio estadual de Indiana com 148 pontos em seus quatro jogos finais. Ele também foi nomeado Mr. Basketball de Indiana naquele ano.

## Carreira universitária
Na temporada de 1970-71 da Universidade de Indiana, McGinnis se tornou o primeiro novato a liderar a Big Ten em pontuação e rebotes. Ele teve média de 29,9 pontos em sua única temporada. Ele jogou para o técnico Lou Watson, um ano antes de universidade contratar Bob Knight.

## Carreira profissional

### Indiana Pacers (1971-1975)
McGinnis imediatamente se tornou um dos principais jogadores da ABA, desempenhando um papel fundamental nas equipes do Indiana Pacers que foram campeãs da liga. Com média de 23,9 pontos e 12,3 rebotes em 18 jogos de playoffs, ele foi nomeado o MVP dos playoffs da ABA em 1973 e ajudou no bi-campeonato dos Pacers.
Sua melhor temporada veio em 1974-75, quando McGinnis teve média de 29,8 pontos, seu recorde na carreira, a caminho do prêmio de MVP da ABA. Ele quase teve uma média de triplo-duplo nos playoffs daquele ano (32,3 pontos, 15,9 rebotes e 8,2 assistências em 18 jogos), mas os Pacers ficaram com o vice-campeonato, perdendo para Kentucky nas finais da ABA.

### Philadelphia 76ers (1975-1978)
Com dois anos em sua carreira profissional, McGinnis foi selecionado pelo Philadelphia 76ers como a 22.ª escolha geral no Draft da NBA de 1973. Em outubro de 1974, os 76ers estavam prontos para enviar McGinnis para o New York Knicks com a estipulação de que o último clube o contratasse antes do prazo acordado. O acordo fracassou quando ele decidiu ficar com os Pacers e assinou um contrato de dois anos com uma cláusula de rescisão de US$ 85 000 que foi exercida após a temporada de 1974-75. Preferindo jogar em Nova York por causa de suas oportunidades de patrocínio financeiro, McGinnis buscou uma liminar e ordem de restrição contra a NBA em 23 de maio de 1975, que lhe permitiria negociar com qualquer uma das 18 equipes da liga. O processo foi arquivado uma semana depois, quando ele assinou um contrato de US$ 2,4 milhões por seis anos com os Knicks em um desafio à constituição da liga. Em sua primeira ação como novo comissário da NBA em 5 de junho, Larry O'Brien reprovou o contrato e ordenou que os Knicks perdessem sua primeira seleção no draft da NBA de 1976 e reembolsassem os 76ers por todas as despesas relevantes para a disputa. Em 1 de julho de 1975, McGinnis assinou um contrato de seis anos, US$ 3,2 milhões garantidos, sem cortes, sem trocas e sem opções com os 76ers.
Além de ser selecionado para a Primeira-Equipe da NBA em sua temporada de estreia com os 76ers, ele foi selecionado para dois All-Star Games em suas três temporadas com a equipe. Enquanto estava na Filadélfia, ele se juntou aos ex-companheiros da ABA, Julius Erving e Caldwell Jones. McGinnis ajudou a liderar os 76ers para as finais da NBA em 1977 com médias de 14,2 pontos, 10,4 rebotes e 3,6 assistências mas eles perderam em seis jogos para o Portland Trail Blazers.

### Denver Nuggets (1978-1980)
Em 1978, McGinnis foi negociado com o Denver Nuggets em troca de Bobby Jones. Ele foi selecionado para o All-Star Game naquela temporada. Em 9 de janeiro de 1980, McGinnis registrou 43 pontos, o recorde de sua carreira, e 12 rebotes em um jogo contra o Houston Rockets.

### Retorno a Indiana (1980-1982)
Na esperança de aumentar o público em seus primeiros anos na NBA, os Pacers readquiriram McGinnis em troca de Alex English. No entanto, McGinnis estava além de seu auge e teve média baixa de 13,1 pontos durante a temporada de 1980-81 e não conseguiu ajudar os Pacers a superar os 76ers na primeira rodada dos playoffs de 1981.
McGinnis é um dos quatro jogadores (os outros são Roger Brown, Reggie Miller e Mel Daniels) a ter sua camisa (#30) aposentada pelos Pacers. Todos os quais fazem parte do Hall da Fama do Basquete.

## Hall da Fama do Basquete
Em 1.º de abril de 2017, foi anunciado que McGinnis fazia parte da turma de 2017 do Hall da Fama do Basquete, ao lado de Tracy McGrady, Bill Self e Rebecca Lobo. Ele foi empossado em 8 de setembro.

## Morte
McGinnis morreu em 14 de dezembro de 2023, aos 73 anos.

## Conquistas na ABA e da NBA
- Membro das equipes do Indiana Pacers que foram campeãs da ABA de 1972 e 1973 .
- Segunda-Equipe da ABA em 1973.
- 2x Primeira-Equipe da ABA (1974-1975).
- 3x All-Star Game da ABA (1973-1975).
- Selecionado como Co-MVP da ABA, com Julius Erving, em 1975.
- Ganhou o título de pontuação da ABA em 1975.
- Registrou 13 triplos-duplos na ABA, mais do que qualquer outra pessoa durante a vida útil da liga. [13]
- Primeira-Equipe da NBA em 1976.
- Segunda-Equipe da NBA em 1977.
- 3x All-Star Game da NBA (1976, 1977 e 1979).
- Membro da equipe de todos os tempos da ABA .
- Número aposentado pelo Indiana Pacers.
- Induzido no Basketball Hall of Fame setembro 2017

## Estatísticas da carreira

### Temporada regular
| Ano      | Equipe       | PJ  | PT  | MPJ  | AP   | 3P   | LL   | RT   | AS  | BR  | TO  | PPJ  |
| -------- | ------------ | --- | --- | ---- | ---- | ---- | ---- | ---- | --- | --- | --- | ---- |
| 1971-72  | Indiana      | 73  |     | 29.8 | .465 | .158 | .645 | 9.7  | 1.9 |     | 3.5 | 16.9 |
| 1972-73  | Indiana      | 82  |     | 40.8 | .495 | .250 | .665 | 12.5 | 2.5 |     | 4.9 | 27.6 |
| 1973-74  | Indiana      | 80  |     | 40.8 | .468 | .147 | .683 | 15.0 | 3.3 | 0.5 | 4.9 | 25.9 |
| 1974-75  | Indiana      | 79  |     | 40.4 | .451 | .354 | .724 | 14.3 | 6.3 | 0.7 | 5.3 | 29.8 |
| 1975-76  | Philadelphia | 77  |     | 38.3 | .417 |      | .740 | 12.6 | 4.7 | 0.5 |     | 23.0 |
| 1976-77  | Philadelphia | 79  | 78  | 35.1 | .458 |      | .681 | 11.5 | 3.8 | 0.5 |     | 21.4 |
| 1977-78  | Philadelphia | 78  | 76  | 32.5 | .463 |      | .716 | 10.4 | 3.8 | 0.3 | 4.0 | 20.3 |
| 1978-79  | Denver       | 76  |     | 33.6 | .474 |      | .665 | 11.4 | 3.7 | 0.7 | 4.6 | 22.6 |
| 1979-80  | Denver       | 45  |     | 31.6 | .459 | .143 | .541 | 10.3 | 4.9 | 0.4 | 4.2 | 15.6 |
| 1979-80  | Indiana      | 28  |     | 28.0 | .437 | .125 | .575 | 8.5  | 4.0 | 0.2 | 3.3 | 13.2 |
| 1980-81  | Indiana      | 69  |     | 26.7 | .453 | .000 | .538 | 7.7  | 3.0 | 0.4 | 3.2 | 13.1 |
| 1981-82  | Indiana      | 76  | 4   | 17.6 | .373 | .000 | .453 | 5.2  | 2.7 | 0.4 | 1.7 | 4.7  |
| Carreira | Carreira     | 842 | 158 | 32.9 | .451 | .147 | .635 | 10.7 | 3.7 | .4  | 3.9 | 19.5 |

### Playoffs
| Ano      | Equipe       | PJ  | MPJ  | AP   | 3P   | LL   | RT   | AS  | BR  | TO  | PPJ  |
| -------- | ------------ | --- | ---- | ---- | ---- | ---- | ---- | --- | --- | --- | ---- |
| 1971-72  | Indiana      | 20  | 31.7 | .406 | .267 | .627 | 11.4 | 2.6 |     | 3.2 | 15.5 |
| 1972-73  | Indiana      | 18  | 40.6 | .451 | .000 | .732 | 12.3 | 2.2 |     | 3.4 | 23.9 |
| 1973-74  | Indiana      | 14  | 41.8 | .456 | .286 | .744 | 11.9 | 3.4 | 0.4 | 3.3 | 24.0 |
| 1974-75  | Indiana      | 18  | 40.6 | .468 | .315 | .688 | 15.9 | 8.2 | 0.6 | 6.2 | 32.3 |
| 1975-76  | Philadelphia | 3   | 40.0 | .475 |      | .611 | 13.7 | 4.0 | 1.3 |     | 23.0 |
| 1976-77  | Philadelphia | 19  | 31.7 | .374 |      | .570 | 10.4 | 3.6 | 0.3 |     | 14.2 |
| 1977-78  | Philadelphia | 10  | 27.3 | .424 |      | .837 | 7.8  | 3.0 | 0.1 | 3.8 | 14.7 |
| 1980-81  | Indiana      | 2   | 19.5 | .200 |      | .500 | 5.0  | 3.5 | 0.0 | 2.5 | 5.0  |
| Carreira | Carreira     | 104 | 34.1 | .406 | .216 | .663 | 11.0 | 3.8 | .4  | 3.7 | 19.0 |